# Elezioni europee del 1999 in Finlandia
Le elezioni europee del 1999 in Finlandia si sono tenute il 13 giugno.

## Risultati
| Liste  | Liste                                | Gruppo    | Voti      | %     | Seggi |
| ------ | ------------------------------------ | --------- | --------- | ----- | ----- |
|        | Partito di Coalizione Nazionale      | PPE-DE    | 313.960   | 25,27 | 4     |
|        | Partito di Centro Finlandese         | ELDR      | 264.640   | 21,30 | 4     |
|        | Partito Socialdemocratico Finlandese | PSE       | 221.836   | 17,86 | 3     |
|        | Lega Verde                           | Verdi/ALE | 166.786   | 13,43 | 2     |
|        | Alleanza di Sinistra                 | GUE/NGL   | 112.757   | 9,08  | 1     |
|        | Partito Popolare Svedese             | ELDR      | 84.153    | 6,77  | 1     |
|        | Lega Cristiana Finlandese            | PPE-DE    | 29.637    | 2,39  | 1     |
|        | Partito Ecologico                    | -         | 29.215    | 2,35  | -     |
|        | Veri Finlandesi                      | -         | 9.854     | 0,79  | -     |
|        | Partito Comunista Finlandese         | -         | 7.556     | 0,61  | -     |
|        | Per i Pensionati                     | -         | 1.909     | 0,15  | -     |
| Totale | Totale                               | Totale    | 1.242.303 |       | 16    |